# Pricop - Huta - Certeze
Pricop - Huta - Certeze este o arie protejată (sit de importanță comunitară — SCI) din România, desemnată în scopul protejării biodiversității și menținerii într-o stare de conservare favorabilă a florei spontane și faunei sălbatice, precum și a habitatelor naturale de interes comunitar aflate în arealul zonei de protecție. Aceasta este întinsă pe o suprafață de 3.168,8 ha, integral pe uscat.

## Localizare
Centrul sitului Pricop - Huta - Certeze este situat la coordonatele 47°57′27″N 23°30′50″E / 47.957547°N 23.513767°E. Situl se întinde pe teritoriile administrative ale comunelor Remeți și Săpânța din județul Maramureș și pe cele ale comunelor Bixad și Certeze din județul Satu-Mare.

## Înființare
Situl Pricop - Huta - Certeze a fost declarat sit de importanță comunitară (ROSCI0358) în septembrie 2011 pentru a proteja 7 specii de animale.

## Biodiversitate
Situată în ecoregiunile alpină și continentală, aria protejată conține 3 habitate naturale: Păduri de fag Asperulo-Fagetum, Păduri de stejar și carpen Galio-Carpinetum, Păduri de fag dacice (Symphyto-Fagion).
La baza desemnării sitului se află mai multe specii protejate:
- amfibieni (3): izvoraș-cu-burta-galbenă (Bombina variegata), triton cu creastă (Triturus cristatus), salamandra carpatică (Triturus montandoni)
- mamifere (4): lupul (Canis lupus), râs eurasiatic (Lynx lynx), liliacul mare cu potcoavă (Rhinolophus ferrumequinum), urs brun (Ursus arctos)